# Dadon
Dadon (in tibetano: Zla sgron), pseudonimo di Dadon Dawa Dolma (Tibet, 1968), è una cantante e attrice tibetana naturalizzata statunitense.

## Carriera musicale
Nata in Tibet nel 1968, Dadon si laureò nel 1985 dal Dipartimento di Musica dell'Università per le Minoranze etniche di Pechino. Nel 1988 iniziò a studiare canto al Conservatorio Cinese di Musica a Pechino. Nello stesso anno vinse la medaglia d'argento nel concorso canoro nazionale cinese, in rappresentanza del Tibet. Replicò performance e premio nel 1990.
In Tibet pubblicò cinque album. La sua musica, caratterizzata da un mix di tradizione e folklore popolare, esprimeva anche delle critiche verso la situazione nella sua provincia di nascita, considerata dal governo cinese una minaccia verso le autorità.
Ispirata dalla cantante taiwanese Teresa Teng, Dadon iniziò ad incorporare stili più tendenti al rock nella sua produzione musicale, come collaborazioni con il gruppo rock tibetano Rangzen Shonu, in particolare dopo essere venuta a contatto con della musica rock contrabbandata a Lhasa nel 1988.

## Carriera cinematografica
Oltre alla carriera musicale, Dadon ha partecipato a diverse pellicole cinematografiche.

Nel 1998 interpretò il ruolo di Dolkar, protagonista del film di Paul Wagner Windhorse, basato in parte sulla sua vita.
Nel 2001 ha composto le musiche per la colonna sonora della pellicola Samsara, diretta da Pan Nalin.
Nel 2006 ha composto le musiche e fornito la sua voce come narratrice nel documentario Vajra Sky Over Tibet, diretto da John Bush.

## Vita privata e politica
Nel 1992, Dadon decise di fuggire dal suo paese per volare negli Stati Uniti, dove le fu concesso asilo politico. Attualmente risiede nella città di Middletown, nel Connecticut.
La sua diserzione fu citata in un discorso nazionale tenuto nel 1997 dal Segretario della Commissione Tibetana del PCC Chen Kuiyuan. Inoltre, hanno parlato di lei in termine di diserzione anche il giornalista televisivo Ngawang Choephel ed il direttore del Tibet Hotel di Lhasa Jamyang Choegyal, figlio del ministro Kashopa Chogyal Nyima, entrambi ufficiali del governo.
Nel 1997 partecitò, insieme al figlio di 3 anni Tenzin Tashi, alla marcia per la liberazione del Tibet da Toronto a New York, indetta da Thupten Jigme Norbu, e successivamente al Tibetan Freedom Concert a New York.